# Chatrūd
Chatrūd (persiska: چترود) är en ort i Iran.   Den ligger i provinsen Kerman, i den centrala delen av landet, 800 km sydost om huvudstaden Teheran. Chatrūd ligger 1 834 meter över havet och antalet invånare är 5 660.
Terrängen runt Chatrūd är platt åt sydväst, men åt nordost är den kuperad.Runt Chatrūd är det glesbefolkat, med 13 invånare per kvadratkilometer. Chatrūd är det största samhället i trakten. Trakten runt Chatrūd är ofruktbar med lite eller ingen växtlighet.